# Кишкинское
Кишкинское — село в Алапаевском районе Свердловской области России, входящее в Махнёвское муниципальное образование. Центр Кишкинской сельской администрации.

## Географическое положение
Село Кишкинское расположено в 70 километрах (в 101 километре по автодороге) к северу от города Алапаевска, на правом берегу реки Тагил. Возле села расположен ботанический природный памятник Кишкинские припоселковые кедровники возрастом более 150 лет.

## История
С 1960-х годов в селе работал совхоз.

## Введенская церковь
В 1837 году была построена каменная церковь, которая была освящена в честь Введения во храм Пресвятой Богородицы в 1837 году. Церковь была расширена в 1887 году. В 1936 году была закрыта, а затем снесена.

## Население
| 2002 | 2010 |
| ---- | ---- |
| 475  | ↘394 |